# Jutta Schwarzkopf
Jutta Schwarzkopf (* 25. Oktober 1953 in Hannover; † 7. Juni 2016) war eine deutsche Historikerin.

## Leben
Sie studierte Anglistik, Geschichte und Politikwissenschaft in Göttingen, Lancaster und Bremen. Nach der Promotion 1988 in Bremen und der Habilitation 1999 in Hannover war sie von 1992 bis 1999 Hochschulassistentin am Historischen Seminar in Hannover. 2006 erhielt sie den Titel außerplanmäßige Professorin 2006 an der Universität Hannover. Von 2010 bis 2016 lehrte sie an der Universität Bielefeld.

## Schriften (Auswahl)
- Women in the Chartist movement. Basingstoke 1991, ISBN 0-333-53915-X.
- Unpicking gender. The social construction of gender in the Lancashire cotton weaving industry, 1880–1914. Aldershot 2004, ISBN 0-7546-0980-4.